# Hải quân Tây Ban Nha
Hải quân Tây Ban Nha (tiếng Tây Ban Nha: Armada Española), là binh chủng của Lực lượng vũ trang Tây Ban Nha và một trong những lực lượng hải quân hoạt động lâu đời nhất trên thế giới. Hải quân Tây Ban Nha đã giành được một số thành tựu lịch sử quan trọng trong hàng hải, nổi tiếng nhất là những hành trình của Christopher Columbus và hành trình vòng quanh thế giới đầu tiên của Magellan và Elcano. Trong nhiều thế kỷ, nó đóng một vai trò hậu cần quan trọng trong đế quốc Tây Ban Nha và bảo vệ một mạng lưới thương mại rộng lớn khắp Đại Tây Dương giữa Mỹ và châu Âu và qua Thái Bình Dương giữa châu Á và châu Mỹ.
Hải quân Tây Ban Nha là lực lượng hàng hải mạnh mẽ nhất trên thế giới trong thế kỷ 17 và 16 đầu. Cải cách dưới Triều đại Bourbon đã nâng cao năng lực hậu cần và quân sự của mình trong thế kỷ 18, hầu hết trong thời đó Tây Ban Nha sở hữu lực lượng hải quân lớn thứ ba trên thế giới. Trong thế kỷ 19, Hải quân Tây Ban Nha đóng và vận hành các tàu ngầm quân sự có năng lực toàn diện đầu tiên, có những đóng góp quan trọng trong sự phát triển của các tàu chiến hạm, và thực hiện được trình bằng tàu bọc thép vòng quanh thế giới lần đầu tiên.
Căn cứ chủ yếu của Hải quân Tây Ban Nha nằm ở Rota, El Ferrol, San Fernando và Cartagena.